# 陈兼

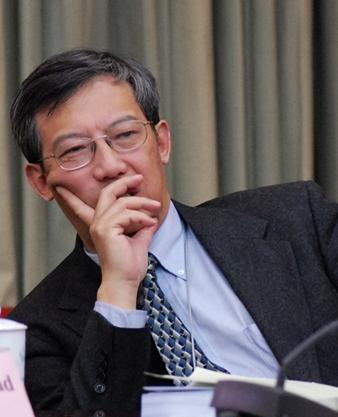
陈兼

陈兼（1952—），现任美国康奈尔大学中美关系史研究讲座教授、中国与亚太研究项目主任，华东师范大学“紫江学者计划” 讲座教授，历史学家。

## 生平
1982年在华东师范大学历史系获得硕士学位，1990年在美国南伊利诺伊大学获得博士学位。
1990年-2008年先后执教于纽约州立大学，南伊利诺伊大学、弗吉尼亚大学和康奈尔大学。2008年-2009年执教英国伦敦政治经济学院。2014年至今在上海纽约大学执教。

## 著作
- 《中国走向朝鲜战争之路》
- 《毛泽东的中国与冷战》
- 《走向全球战争之路——二次大战起源研究》
- 《关于中国共产党对外政策与亚洲冷战的新文献》
- 《剑桥冷战史·中国卷》
- 《２１世纪的中国挑战及其对美国对外政策的涵义》
- 《1964～1977年间中外领导人就印度支那战争的七十七次谈话》
- 《怎忍青史尽成灰——文革政治史批判笔记》